# Rugby à XIII au Cameroun
Le rugby à XIII est un sport pratiqué au Cameroun depuis les années 2010.
Au regard de l'histoire du rugby à XIII, dont on considère 1895 comme l'année de naissance, il s'agit donc d'un sport introduit tardivement dans ce pays.  Le Cameroun est donc considéré comme une  « nation émergente » (emerging nation en anglais) par les instances internationales de ce sport. Celles-ci accordent au pays le statut d'observateur en 2017.
Le rugby à XIII, contrairement au rugby à XV, n'est pas au Cameroun une survivance du passé colonial. Il n'a pu bénéficier de quelconques structures ou infrastructures laissées par le colon britannique et français.  
Le développement du rugby à XIII s'inscrit donc dans une politique de développement du rugby à XIII en Afrique, une politique spécifique épaulée par des initiatives privées.   
La seule différence avec son homologue à XV, est que ce dernier serait plus soutenu par l' « élite  » du pays ou les expatriés européens vivant dans l'état africain.  

## Fédération camerounaise de rugby à XIII

Logo de la fédération camerounaise

Il y a une volonté de créer une fédération spécifique de rugby à XIII dès la fin de 2018. Avant cette date, il n'existe simplement qu'une association. Celle-ci décide, au mois de novembre 2018, au cours d'une assemblée générale extraordinaire,  d'évoquer le changement de statut vers une fédération.
La fédération camerounaise prend progressivement de l'ampleur : elle organise en 2019 une assemblée générale à Douala, pour mettre en place une plateforme d'échange et préparer la participation prochaine à la « Mea Cup » sorte de Coupe d'Afrique des nations de rugby à XIII.
Celle-ci organise également le développement du rugby à XIII féminin, un tournoi, le tournoi Lauréane Biville (nom d'une joueuse française,  marraine du tournoi) est d'ailleurs organisé le 25 mai 2019.

## Équipe nationale
L'équipe nationale masculine fait ses débuts au mois d'octobre 2019, en disputant le Middle East Africa Championship . Il s'agit d'un tournoi qui est disputé à Lagos, au Nigeria. Cette apprentissage de la scène internationale treiziste se fait d'abord par une rencontre face à l'expérimentée  équipe du Maroc le 2 octobre 2019. Cette rencontre très serrée (7-4) est finalement remportée par les Marocains. 
Le Cameroun perd finalement la petite finale du tournoi en étant battu par le Ghana (4-10).

## Championnat
Le premier championnat masculin débute en avril 2018 , il réunit quatre équipes :  Deux équipes de Yaoundé, Taureau RL et l'Institut Petou RL, les  Black Boys RL de Douala et le club de  Babadjou RL.Il voit la victoire des Black Boys, équipe de Douala. 
En 2019, le Cameroun compte au total douze équipes masculines; dont six en élite. 
Le premier championnat féminin débute également la même année, avec la victoire du club des Raiders RL.

## Le Trophée du Général Benoit Asso’o Emane
Un tournoi de rugby à IX est organisé par les autorités treizistes camerounaises pour permettre à toutes les équipes du pays d'y participer.
Ils portent le nom d'un général de brigade décédé au mois de janvier 2019.